# Nationaal park Pantanal Matogrossense
Nationaal park Pantanal Matogrossense is een nationaal park in Brazilië, in de staat Mato Grosso. Het park is aangemerkt als "Drasland van Internationaal Belang" bij de Conventie van Ramsar in 1993. 
Het park ligt in het noordwesten van de staat Mato Grosso do Sul en heeft een oppervlakte van 135606,71 ha. 
Het doel is de bescherming en het behoud van het wetlandecosysteem en de biodiversiteit. Het park is in beheer bij het Chico Mendes Instituut voor Biodiversiteitsbehoud ICMBio. 

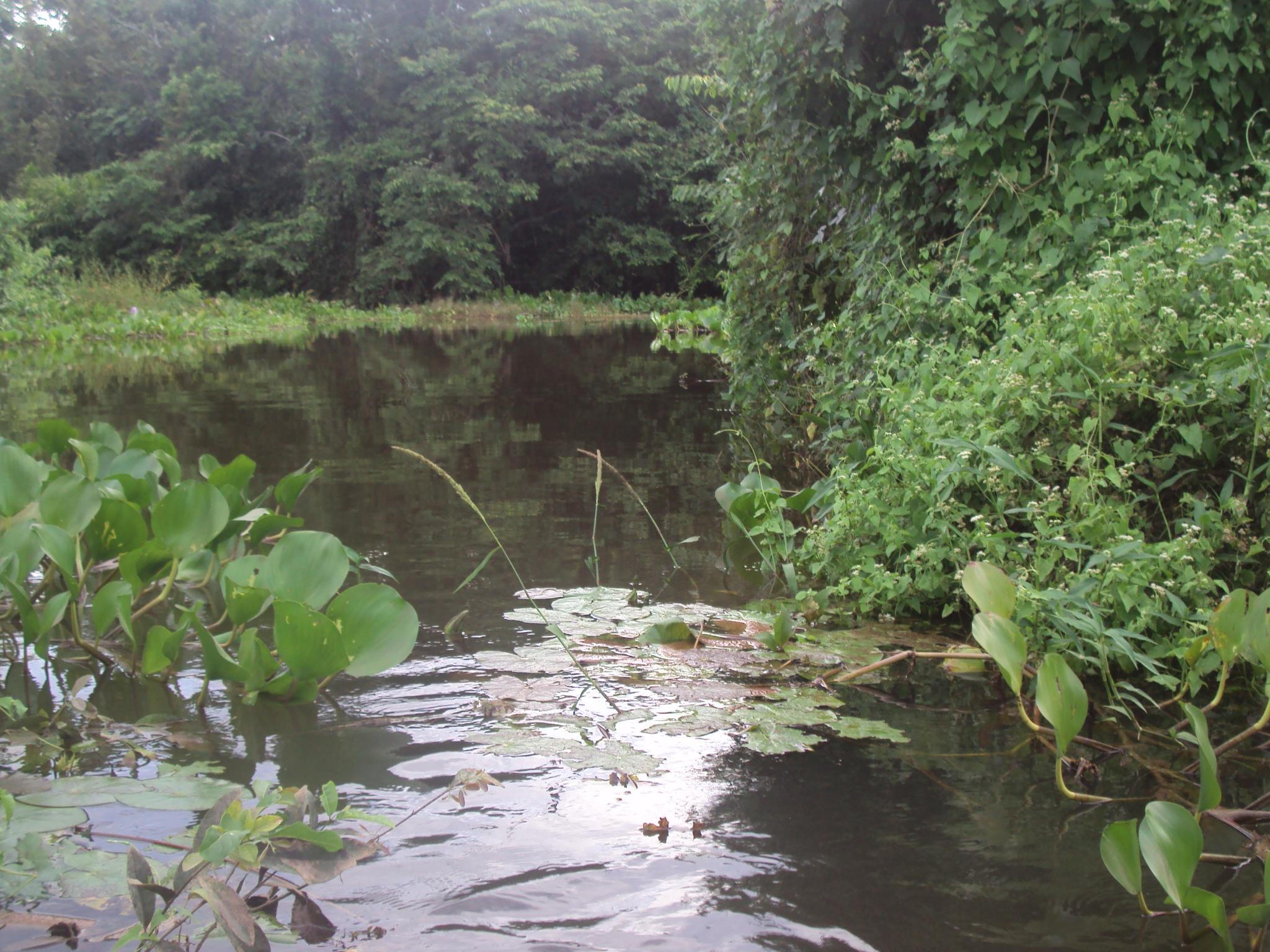
De rivier de Cuiabá en wetlands.

## Geografie
Het klimaat is continentaal-tropisch met gemiddelde temperatuur van 23° tot 25 °C en een jaarlijkse neerslag van meer dan 1000 mm.

## Vegetatie en fauna
De vegetatie bestaat uit savanne en bos. Het park heeft een rijke en diverse fauna met onder meer de manenwolf, ocelot, tapir, jaguar, toekan, en diverse soorten slangen en alligators.